# AFC Cup 2019
De  AFC Cup 2019 was de  zestiende editie van de  AFC Cup een jaarlijks voetbaltoernooi voor clubs uit Azië. Het toernooi wordt georganiseerd door de Asian Football Confederation.
Al-Quwa Al-Jawiya uit Irak is de titelhouder.

## Kalender
De Kalender is als volgt.
| Fase           | Ronde                           | Loting           | 1e wedstrijd                                                   | 2e wedstrijd                                                   |
| -------------- | ------------------------------- | ---------------- | -------------------------------------------------------------- | -------------------------------------------------------------- |
| Kwalificatie   | Voorronde                       | Geen loting      | 20 februari 2019 (C, S, E)                                     | 27 februari 2019 (C, S, E)                                     |
| Play-off stage | Play-off ronde                  | Geen loting      | 5 februari 2019 (W), 6 maart 2019 (C, S, E)                    | 12 februari 2019 (W), 13 maart 2019 (C, S, E)                  |
| Groepsfase     | Speeldag 1                      | 22 november 2018 | 25–27 februari 2019 (W, A), 3 april 2019 (C, S, E)             | 25–27 februari 2019 (W, A), 3 april 2019 (C, S, E)             |
| Groepsfase     | Speeldag 2                      | 22 november 2018 | 11–13 maart 2019 (W, A), 17 april 2019 (C, S, E)               | 11–13 maart 2019 (W, A), 17 april 2019 (C, S, E)               |
| Groepsfase     | Speeldag 3                      | 22 november 2018 | 1–3 april & 3 mei 2019 (W, A), 30 april – 1 mei 2019 (C, S, E) | 1–3 april & 3 mei 2019 (W, A), 30 april – 1 mei 2019 (C, S, E) |
| Groepsfase     | Speeldag 4                      | 22 november 2018 | 15–17 & 23 april & 6 mei 2019 (W, A), 15 mei 2019 (C, S, E)    | 15–17 & 23 april & 6 mei 2019 (W, A), 15 mei 2019 (C, S, E)    |
| Groepsfase     | Speeldag 5                      | 22 november 2018 | 29 april – 1 mei 2019 (W, A), 19 juni 2019 (C, S, E)           | 29 april – 1 mei 2019 (W, A), 19 juni 2019 (C, S, E)           |
| Groepsfase     | Speeldag 6                      | 22 november 2018 | 13–15 mei 2019 (W, A), 26 juni 2019 (C, S, E)                  | 13–15 mei 2019 (W, A), 26 juni 2019 (C, S, E)                  |
| Eindronde      | Zonal semi-finals               | 22 november 2018 | 17–19 juni 2019 (W, A)                                         | 24–26 juni 2019 (W, A)                                         |
| Eindronde      | Zone finales                    | 2 July 2019      | 31 juli 2019 (A), 24 september 2019 (W)                        | 7 augustus 2019 (A), 1 oktober 2019 (W)                        |
| Eindronde      | Halve finaleInter-zone play-off | 2 July 2019      | 20–21 augustus 2019                                            | 27–28 augustus 2019                                            |
| Eindronde      | Finale Inter-zone play-off      | 2 July 2019      | 25 september 2019                                              | 2 oktober 2019                                                 |
| Eindronde      | Finale                          | 2 July 2019      | 2 november 2019                                                | 2 november 2019                                                |

## Kwalificatie

### Voorronde
| Team 1  | Tot. | Team 2           | 1e wedstr. | 2e wedstr. |
| ------- | ---- | ---------------- | ---------- | ---------- |
| Alay    | 1–3  | Ahal             | 1-2        | 0-1        |
| Colombo | 9–2  | Transport United | 7-1        | 2-1        |
| Erchim  | 0–6  | Ryomyong         | 0-3        | 0-3        |

### Play-off ronde
| Team 1         | Tot.           | Team 2     | 1e wedstr. | 2e wedstr. |
| West-Azië      | West-Azië      | West-Azië  | West-Azië  | West-Azië  |
| -------------- | -------------- | ---------- | ---------- | ---------- |
| Hilal Al-Quds  | 3–1            | Al-Nasr    | 2-1        | 1-0        |
| Centraal-Azië  |                |            |            |            |
| Ahal           | 1–1 (u)        | Khujand    | 1-1        | 0-0        |
| Zuid-Azië      |                |            |            |            |
| Colombo        | 0–1            | Chennaiyin | 0-0        | 0-1        |
| Oost-Azië Zone |                |            |            |            |
| Ryomyong       | 0–0 3-5 na pen | Tai Po     | 0-0        | 0-0 n.v.   |

## Eindronde
De loting voor de eindfase vond plaats op 2 juli 2019 in Kuala Lumpur, Maleisië.

### Regionale halve finales
| Team 1             | Tot.           | Team 2         | 1e wedstr.     | 2e wedstr.     |
| West Asia Zone     | West Asia Zone | West Asia Zone | West Asia Zone | West Asia Zone |
| ------------------ | -------------- | -------------- | -------------- | -------------- |
| Al-Wehdat          | 0–1            | Al-Ahed        | 0-1            | 0-0            |
| Al-Jaish           | 3–4            | Al-Jazeera     | 3-0            | 0-4            |
| ASEAN Zone         |                |                |                |                |
| Ceres–Negros       | 2–3            | Hà Nội         | 1-1            | 1-2            |
| Becamex Bình Dương | 2–2 (u)        | PSM Makassar   | 1-0            | 1-2            |

### Regionale finales
De loting voor deze ronde vond plaats op 2 juli 2019.
De winnaar van de west-Azië zone plaatst zich direct voor de finale , Terwijl de winnaar van de ASEAN Zone zich plaatst voor de interzone play-offs.
| Team 1             | Tot.           | Team 2         | 1e wedstr.     | 2e wedstr.     |
| West Asia Zone     | West Asia Zone | West Asia Zone | West Asia Zone | West Asia Zone |
| ------------------ | -------------- | -------------- | -------------- | -------------- |
| Al-Jazeera         | 0-1            | Al-Ahed        | 0-0            | 0-1            |
| ASEAN Zone         |                |                |                |                |
| Becamex Bình Dương | 0-2            | Hà Nội         | 0-1            | 0-1            |

### Halve finales Interzone play-offs
| Team 1        | Tot. | Team 2     | 1e wedstr. | 2e wedstr. |
| ------------- | ---- | ---------- | ---------- | ---------- |
| Hà Nội        | 5-4  | Altyn Asyr | 3-2        | 2-2        |
| Dhaka Abahani | 4-5  | April 25   | 4-3        | 0-2        |

### Finale Interzone play-offs
In de Finale Play-off Inter-zone spelen de twee winnaars van de Halve finale  Play-off Inter-zone tegen elkaar. De winnaar plaatst zich voor de finale.
| Team 1 | Tot.    | Team 2   | 1e wedstr. | 2e wedstr. |
| ------ | ------- | -------- | ---------- | ---------- |
| Hà Nội | 2-2 (u) | April 25 | 2-2        | 0-0        |

### Finale
|                               |          |            |         | |
| 4 november 2019 21:00 (UTC+8) | April 25 | 0–1        | Al-Ahed | Kuala Lumpurstadion, Kuala Lumpur (Maleisië) Toeschouwers: 500 Scheidsrechter: Hettikamkanamge Perera ( Sri Lanka) |
| 4 november 2019 21:00 (UTC+8) |          | Yakubu 74' |         | Kuala Lumpurstadion, Kuala Lumpur (Maleisië) Toeschouwers: 500 Scheidsrechter: Hettikamkanamge Perera ( Sri Lanka) |